# Carrer

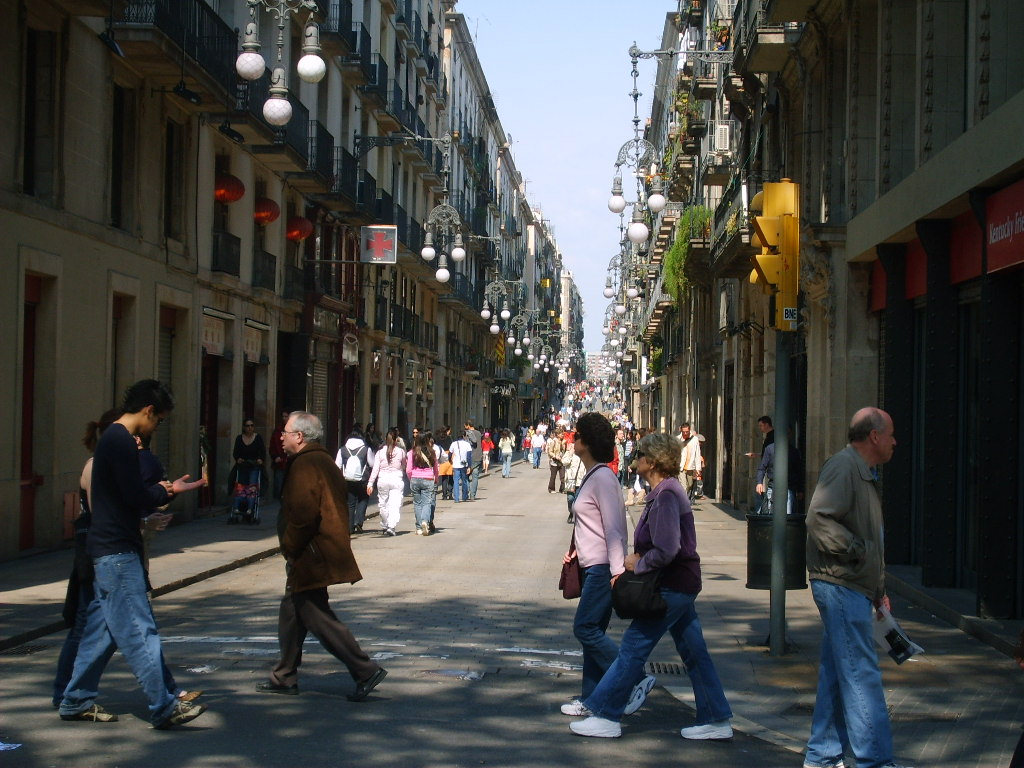
El Carrer Ferran de Barcelona

El carrer és un espai urbà, lineal i públic, vorejat de cases, solars o parets, que permet la circulació de persones i, en el seu cas, vehicles i que dona accés a diferents parcel·les o edificis que es troben als seus costats. En el subsòl del carrer es disposen les xarxes de les instal·lacions dels serveis urbans a les edificacions com: clavegueram, la distribució d'aigua potable i les de gas natural, electricitat a baixa mitjana o alta tensió i telecomunicacions.
El mot català «carrer» prové del llatí «carrarius», adjectiu que significa «carreter» (p. ex. «caminus carrarius» significa «camí per a carros». Els principals trets que s'associen al carrer en una població, una vila o una ciutat són:
- El carrer és, en primer terme, una via o camí per anar d'un lloc a altre de la població. A banda d'algunes excepcions, el carrer és un espai de circulació tant de persones com de vehicles.
- El carrer és un espai públic urbà, és el suport de les activitats ciutadanes no privades com: anar a casa, a la feina o a l'escola, el passeig, el joc infantil, la troballa amb els amics o els veïns, etc., i també de les activitats ciutadanes públiques (vegeu punts 3 i 4).
- El carrer és lineal, la dimensió longitudinal predomina en ell i en les infraestructures associades fileres de cases, d'arbres, de fanals, etc.) així com en les activitats socials que tenen lloc en el carrer com són: les processons, manifestacions, desfilades, etc., així com les fires, els mercats i festes populars que tenen el seu lloc i s'escampen al llarg dels carrers i com aquests conflueixen en les places principals de les poblacions.
- La dimensió arquitectònica està sempre present al carrer. Els edificis o, en el seu cas els solars (futurs edificis) el flanquegen i amb ells l'envolten les activitats associades: els aparadors, el comerç, la informació, els reclams publicitaris o de tota classe, així com la pròpia arquitectura, les escultures, el disseny i una sèrie de fets o manifestacions culturals o estètiques que tenen en el carrer el seu escenari, com són determinats esports, músiques, danses, arts, etc. i el turisme, el qual es fa i viu en el carrer.

Un carrer pot ser simplement un camí de terra, però normalment es troba pavimentat amb un material resistent com el formigó o la ceràmica. Algunes parts del carrer poden incloure raïls o carrils asfaltats per a automòbils.

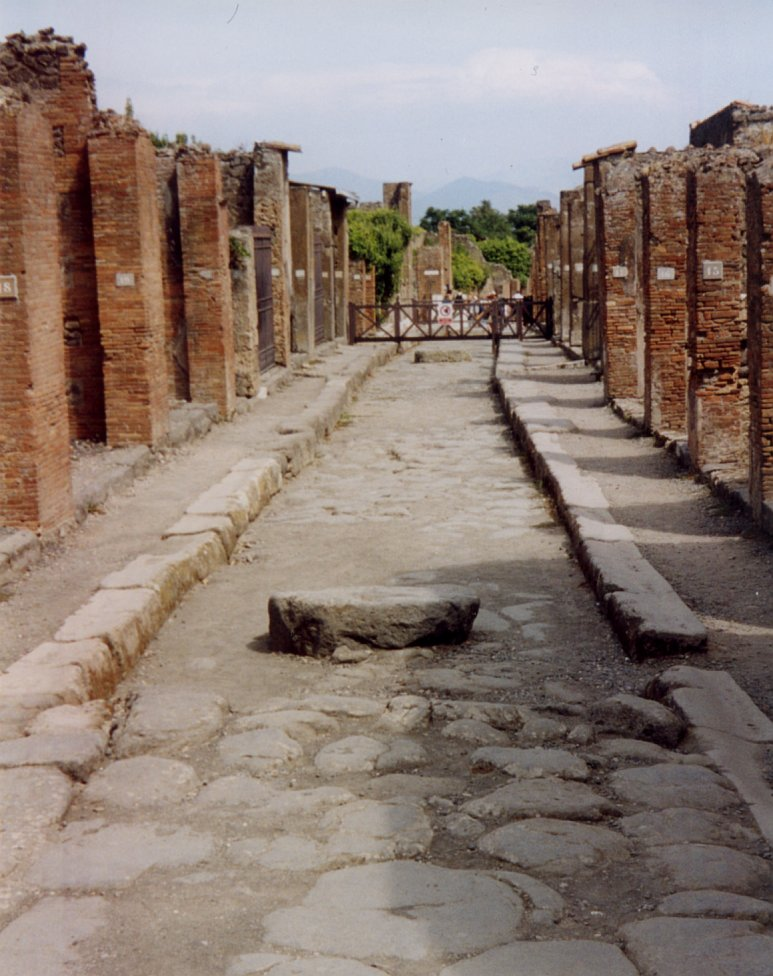
Carrer a l'antiga Pompeia (Itàlia), amb la secció tipus de calçada, vorades i voreres.

## Disseny dels carrers
El carrer, normalment té l'amplada constant, i la seva estructura més corrent és la formada per dos franges laterals que són les voreres i la franja central que és la calçada. Les franges de vorera, en la major part dels casos, estan limitades per la vorada, que no és altra cosa que una peça que forma el ressalt que manté el paviment corresponent més amunt que la calçada.
La funció de la vorada no és altre que donar protecció a les persones que es desplacen a peu per la vorera, tant per evitar que els vehicles que transiten per la calçada pugin a la vorera i els facin mal, com per conduir les aigües que s'escorren per damunt de la vorera vers a la canal que formen la calçada amb les vorades.
La formació d'un sistema de canalització de les aigües de pluja vers els col·lectors, es veu facilitada per la col·locació d'embornals en les vores de la calçada, els quals les recullen un cop canalitzades per les vorades. Aquesta secció tipus, formada per la calçada, les voreres i vorades, té una eficiència funcional excel·lent, ja que no sols resol els usos i funcions principals del carrer, sinó també perquè facilita la solució d'un ampli ventall d'exigències pròpies de les instal·lacions i serveis urbans, així com dels usos i funcions addicionals que poden donar-se al carrer. Per tant, no és gens estrany que aquesta secció tipus sigui l'estructura urbana més antiga que coneixem, un llegat que no ha variat, al llarg de dos mil anys, en molts àmbits urbans.
Per establir les amplades de les voreres i de la calçada, els tractats d'urbanisme fan servir el concepte de franja elemental la qual es defineix com «...l'amplada mínima unitària indispensable per tal que hi transiti, sense dificultats, una fila uniforme d'usuaris que es mouen en el mateix sentit.».
La majoria dels tractats d'urbanisme, codis, normes i ordenances de mobilitat, estableixen l'amplada d'una franja tipus per a vianants en 0,75 m. Per arribar a aquesta mida hom considera una persona genèrica, home o dona, caminant normalment per un lloc pla, podent portar un paquet o bossa. Prenent com a base l'amplada estricta d'un home adult que és de 55 cm, hi sumem uns marges addicionals de 10 cm. per cada costat a fi de permetre una certa llibertat de moviments, sense la qual la mobilitat seria molt precària.
Per establir l'amplada de la vorera s'han de tenir en compte les persones amb mobilitat reduïda, com per exemple: la gent gran, les que van amb cadira de rodes, els cotxets infantils tant els individuals com els de bessons, els nens que van de la mà dels adults, o els adults que porten el carro de la compra, etc., és així que els codis i ordenances estableixen aquesta l'amplada mínima de la vorera en 0,90 m. la qual s'ha de considerar com una dimensió escassa, ja que no té en compte que la vorera no és una franja elemental on els usuaris es mouen en el mateix sentit, sinó que s'han de poder creuar amb comoditat o, com a mínim sense que un d'ells hagi de baixar a la calçada.
La franja elemental per a vehicles automòbils, ha de tenir en compte no sols l'amplada o gàlib dels vehicles, major pels camions i autobusos que pels automòbils de turisme, sinó també el radi de gir del vehicle el qual, combinat amb les mateixes dimensions exigeix un marge addicional en les corbes. Tanmateix, en els carrers amb aparcament d'automòbils, cal considerar les espais que requereix la maniobra d'entrada o sortida de l'aparcament.
Finalment, en el disseny de carrers, cal tenir en compte el mobiliari urbà, els fanals, semàfors i altres elements externs de les instal·lacions, com els hidrants, els armaris de comandament i senyalització o els contenidors de brossa i residus domèstics reciclables o no. La posició d'aquests elements en les voreres, redueix, en determinats intervals, la franja destinada a vianants, conseqüentment cal un estudi acurat per tal que no passi el que, amb excessiva freqüència veiem en els nostres carrers, voreres inutilitzades per un element inadequat o mal col·locat.
Pot semblar excessiva l'atenció que donem a la secció tipus del carrer formada per voreres i calçada. però és que la secció d'un carrer exclusiu de vianants, amb paviment a nivell, normalment de peces de major qualitat que el clàssic panot de les voreres, és rebuda pels veïns com una autèntica benedicció del cel en les ciutats congestionades. L'ajuntament que administra i gestiona aquests carrers, no ha de fer compatibles els vianants amb els vehicles excepte en determinats horaris i qui dissenya aquests carrers, pot lliurar-se amb major llibertat a les consideracions purament estètiques del carrer i el seu entorn.

## Noms dels carrers
Els carrers tenen noms que solen originar-se en aquests motius:
- destinació, edifici singular o característiques del carrer (com a carrer Ample, carrer de les Escoles...)
- oficis i comerços predominants en l'actualitat o el passat (carrer de l'Argenteria...), que recollien la distribució dels gremis
- porten el nom de personatges cèlebres (carrer de Muntaner...), que poden canviar segons la sensibilitat històrica
- temes comuns, els carrers d'una àrea recullen virtuts, plantes o similars
- nombres, com molts dels carrers nord-americans

## El carrer i la ciutat

### Els poblats i les ciutats Neolítiques
A l'antiguitat no hi havia carrer, sols l'espai entremig dels edificis i solars on es tenien els ramats i per on s'escolaven les aigües de pluja o s'accedia a les cases. En els poblats neolítics les cases s'assentaven en els turons seguint la topografia natural, apinyant-se unes al costat de les altres.
L'accés a les cases de sostre pla es feia pels terrats o pels patis, també mitjançant passadissos o corredors arran de terra, l'amplada dels quals havia de permetre el pas d'un ase, el primer animal domèstic de càrrega i transport per a l'incipient comerç de les ciutats neolítiques avanç de la història escrita.
En l'assentament halafiense d'Arpasiyya, a la vall del Tigris (actual Iraq), s'han trobat àmbits amb llambordes en els espais existents entre les cases fent palesa l'existència d'una cultura urbana incipient que estableix el caràcter públic i de relació comunitària per a l'espai entre les construccions.
L'eixamplament dels passadissos entre edificis al llarg de successives refundacions, tal com es pot apreciar en els jaciments arqueològics de Jericó, Ur i altres ciutats de l'antiga Mesopotàmia, va permetre que els tallers artesanals s'obrissin al carrer. Aquesta estructura urbana formada per carrers i passadissos de diferent amplada, oberta o tancada en recintes emmurallats, constitueix allò que alguns autors anomenen «la ciutat natural» que trobem en totes les èpoques i cultures.

### Els traçats rectangulars en l'antiguitat
El traçat d'una retícula rectangular de carrers apareix en ciutats de tots els continents, vincul·lat a l'agricultura i al descobriment de l'escriptura i la geometria. A l'antic Egipte, els sacerdots reproduïen el cadastre sobre els terrenys negats per les inundacions periòdiques del Nil, posseïen i traçaven plànols amb cotes precises i feien servir la triangulació per establir l'angle recte sobre el terreny. Els edificis de residència, les cases dels mercaders, dels artesans i les dels esclaus es van emplaçar entre illes de cases rectangulars (Kahun, Tell al-Amarna, etc.).
Una cosa semblant feien els sacerdots i agrimensors de la ciutat de Teotihuacán (Mèxic), ja que també havien de refer les explotacions després de la crescuda dels aiguamolls que envoltaven la ciutadella. La Calçada dels Morts constituïa l'eix principal i sagrat de la ciutat que unia entre ells els principals temples i piràmides. Una sèrie d'illes quadrades d'aproximadament 57 metres constituïa, no sols el suport planimètric de la ciutat, si no també la base a la qual es referien les diferents parts, com les dimensions de la piràmide les quals eren un múltiple exacte de les dimensions de les illes.
El geògraf grec Hipòdam projectà la ciutat de Milet segons una malla rectangular de carrers orientada d'acord amb la geografia de la península on s'assentà la ciutat. A Hipòdam se'l considera el precursor de l'urbanisme modern i els traçats rectangulars de carrers hom els anomena «hipodàmics».

### Els carrers romans
La fundació («inauguratio») d'una nova ciutat constituïa un acte sagrat pels romans; el lloc i el dia es determinaven consultant els auguris, un sacerdot traçava un solc amb una arada tirada per una parella (mascle i femella) de bous blancs establint així els límits de la ciutat i el perímetre de les muralles. Posteriorment, en el punt determinat, els agrimensors traçaven dos carrers: un de nord a sud anomenat «cardo maximus» i altre de llevant a ponent anomenat «decumanus maximus». Tots els carrers de la ciutat serien paral·lels o perpendiculars al «cardo maximus», és per això que les direccions del «cardo» s'anomenen cardinals. Els temples, el fòrum, els mercats, etc. s'emplaçaven en illes senceres al costat del centre on es creuen el «cardo maximus» i el «decumanus maximus».
Després l'incendi de Roma de l'any 64, l'emperador Neró «…ordenà que les cases destruïdes fossin reedificades… en línia i formant carrers més amples, limitant l'altura de les cases i afegint-los porxos en el fronts.» (cita dels Annals XV 43,1 de Tàcit), seguint al peu de la lletra aquestes ordenances, fou reconstruïda des dels seus fonaments («ab imis fundamentis.») la colònia d'Itàlica, a l'actual vila de Santiponce, prop de la ciutat de Sevilla, com un do de la magnificència de l'emperador Hadrià vers la província on havia nascut (Bètica). Les seves mançanes rectangulars amb una llargada uniforme, d'aproximadament 103 metres i un ample que variava entre 43,5, 45 o 48 metres, s'ubicaven en la retícula de carrers de diferents amplades en funció de la corresponent jerarquia. Les calçades per a cavalls i carros estaven pavimentades amb grans lloses de pedra i flanquejades per àmplies voreres de 4 metres (aprox.) que s'eixamplaven mitjançant els porxos seguits que es van construir front a les cases («domus») de forma que era possible moure's per la ciutat sense haver de patir per les inclemències del cel excepte per creuar el carrer. La dimensió de la calçada es feia estreta amb l'ample del carrer, ja que les voreres mantenien l'amplada, així tenim que el «cardo maximus» i el «decumanus maximus» tenien calçades de 8 m. que corresponia a una amplada de carrer de 16 m., mentre que els carrers secundaris de 14 m. tenien una calçada de 6 m. Aquestes dimensions eren extraordinàries per a l'època i foren superades únicament per les ciutats d'Antioquia o Alexandria, ambdues a orient.

### Els carrers de l'Islam

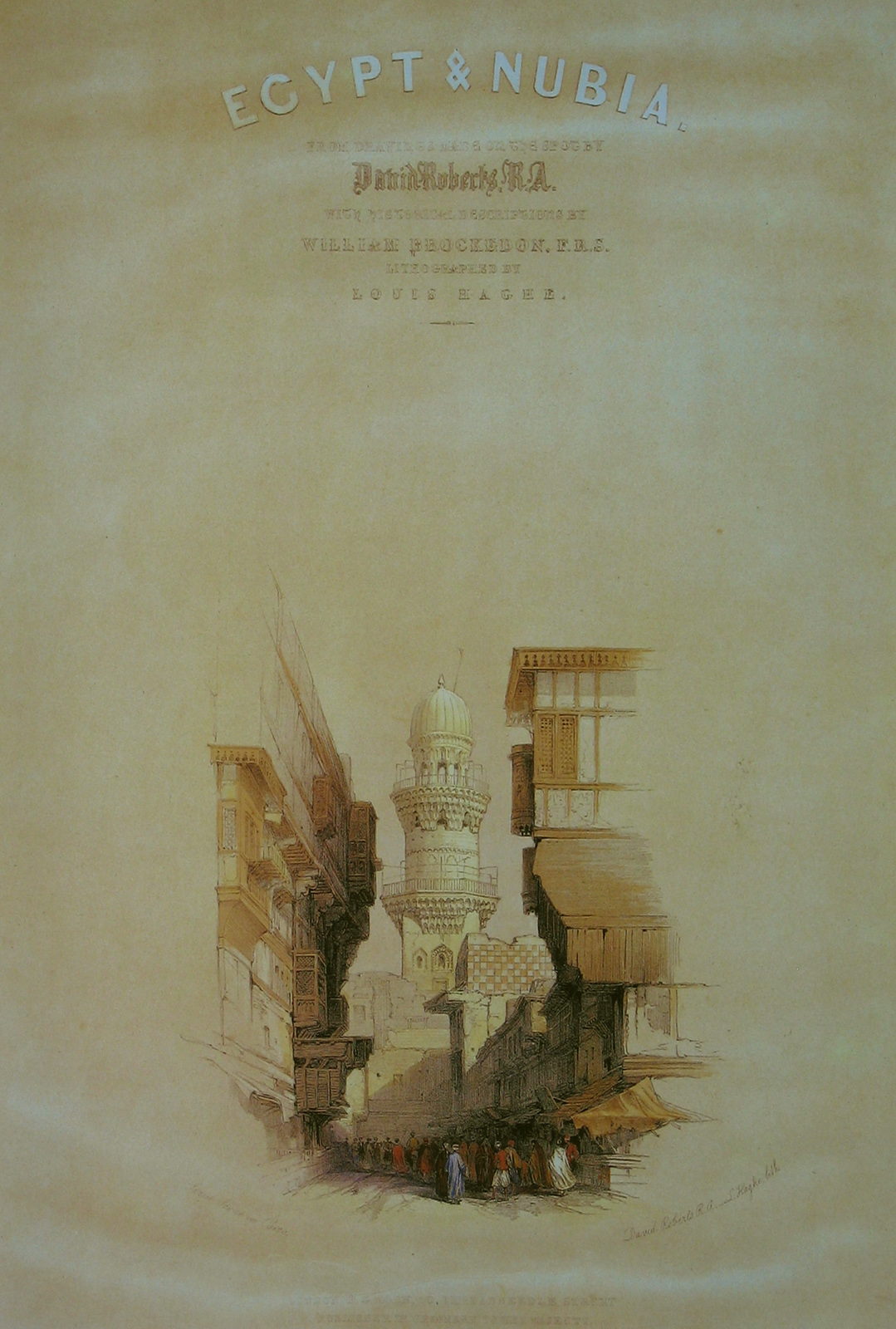
Escena de carrer al Caire. Il·lustració de portada d'un llibre. Autor David Roberts (Stockbridge (Edimburg 1796, Londres 1864)

L'evolució de la ciutat del Caire constitueix el paradigma de la fundació i creixement d'una ciutat musulmana, un procés d'agregació de barris i ravals desenvolupat al llarg dels temps quan un conqueridor aixecava una nova ciutadella exterior al nucli urbà preexistent. Quan Saladí alliberà la ciutat dels croats, l'antic barri de Fusat estava molt congestionat, amb carrers estrets i cases de fins a deu pisos d'alçada amb balcons i sortints tancats per gelosies on les persones d'un i altre costat arribaven a tocar-se i alguns mercats o «socs» no rebien mai la llum del sol.
La visió del plànol d'una ciutat musulmana mostra, gairebé sempre, una xarxa de carrers estrets, amb traçats tortuosos, enllaçats per alguns carrers llargs, també tortuosos i estrets, els quals uneixen en el que havien sigut les portes de les antigues ciutadelles. Quelcom semblant foren les ciutats hispanomusulmanes, el centre de les quals era la «madina» (medina en català), un espai envoltat de murs on es trobava la Mesquita major, i la «alcaiçeria» o comerç principal. al voltant del qual hi havia una sèrie de ravals(«rabad») i barris («hara») de diversa extensió i relativament autònoms, amb portes que s'obrien en el que arribarien a ser uns carrers principals. Moltes vegades, els barris o ravals emmurallats tenien un sol carrer limitat per portes que eren tancades durant la nit. Aquests barris i ravals constituïen, en forma semblant a la «madina», una espècie de ciutat independent amb la seva pròpia mesquita, els seus socs, «alhóndiges», banys, fors, etc.
El carrer islàmic, tortuós i angost que es tancava durant la nit, correspon a un concepte o necessitat de defensa contra la pudor dels propis carrers o front als propis veïns que eren, sovint, un enemic més perillós que l'enemic exterior. Els carrers secundaris i els carrerons sense sortida són abundants en les ciutats hispano-àrabs on també trobem carrers coberts amb passadissos que unien les parts altes dels edificis, o cases amb golfes volades similars als sortints del Caire, recolzats amb tornapuntes i mitges jàsseres. Finalment trobem carrers amb arquets que protegeixen les portes de tancament nocturn dels barris o traven els murs, sempre precaris, de les construccions de tova o tàpia.

### La urbanització d'Europa
En les viles i ciutats cristianes medievals d'Europa i en les ciutats àrabs, majoritàriament els carrers seguien el traçat irregular heretat de l'antiguitat. Però aquesta afirmació és tòpica i no es correspon amb la realitat dels traçats parcials rectilinis heretats de l'urbanisme romà i romà d'Orient, els quals són presents en moltes ciutats d'Europa. Tanmateix, les ciutats mudèjars d'Espanya tenen sovint traçats parcials rectangulars, avingudes eixamplades d'accés a les esglésies, places poligonals o rectangulars encaixades en la ciutat preexistent de traçat irregular.

### El carrer perspectiva

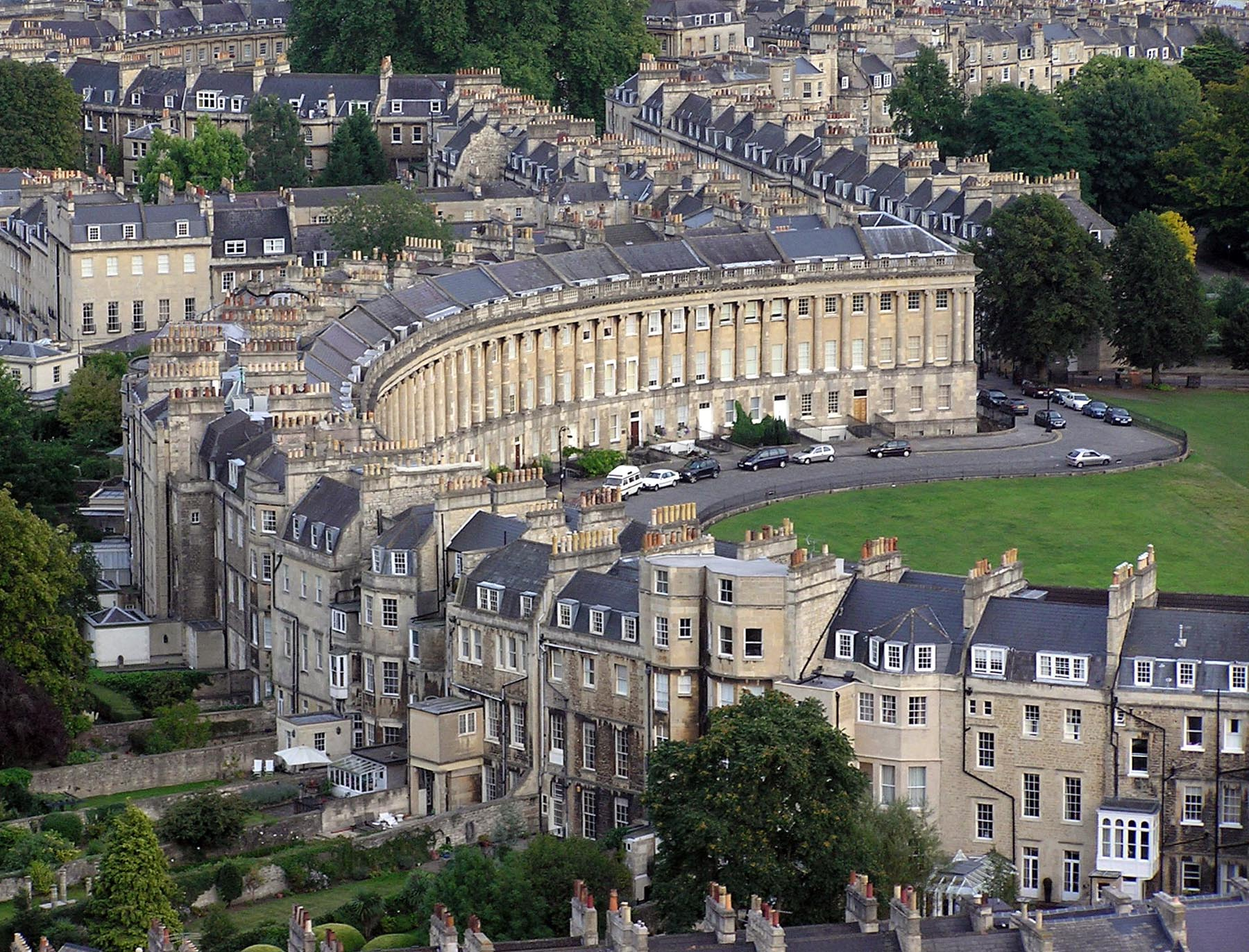
El Royal Crescent i el Circus a Bath, Anglaterra

No fou fins a la reforma de la ciutat de Roma iniciada pel papa Sixte V, que es recuperà el caràcter simbòlic del carrer, en establir una xarxa de vies rectilínies que uneix les esglésies. A l'edat moderna el carrer és concebut en perspectiva, tot enllaçant edificis o llocs simbòlics a la major glòria del Príncep. Aquest tipus de carrer presideix l'urbanisme del Renaixement, del Barroc i s'allarga en el període Neoclàssic fins ben entrat el segle xix.
A l'Anglaterra del segle xviii, als inicis de la Revolució Industrial, John Nash dibuixà les traces d'un nou carrer de Londres, tot eixamplant l'antic camí entre el «Soho» i el «Mayfair» que des de Charing Cross anava a «Regent's Park». Les noves cases de «Regent Street» i «Oxford street», les «Chester terrace» o «Cumberland terrace» a la vora del «Regent's Park», formen llargues fileres que obren les seves façanes «palladianes» sobre les traces rectilínies o curvilínies dels carrers, en el que constituïa una innovació genial, ja que posava l'èmfasi, no en la perspectiva sinó en la relació de les façanes dels edificis residencials amb el mateix carrer.
Al París del «Segon Imperi», el baró Haussmann construí una xarxa de carrers amples i rectilinis que enllaçava els principals centres de la vida ciutadana i les estacions de ferrocarril, són els nous carrers i bulevards que esventren les traces medievals del vell París en el que fou la major i més coherent actuació urbanística de tots els temps, emparada en motivacions d'ordre polític, econòmics, i socials, com era la repressió i prevenció de les revoltes obreres. El pla de Haussmann defineix una normativa per a les noves construccions basada en els principis de simetria i regularitat, de «culte de l'axe» (culte de l'eix) i s'aplicà igualment al sanejament de la ciutat, construint grans col·lectors de clavegueram sota els bulevards. La influència de Haussmann s'estengué per tot el món, a Marsella, Tolosa i altres ciutats a França així com a Brussel·les, ciutat de Mèxic, Roma, Bolonya, Torí i altres a Itàlia, però sobretot a Viena, s'obren bulevards, s'enderroquen muralles i s'aplanen fins i tot ruïnes històriques.

### El territori i el carrer
El singular desenvolupament dels Estats Units durant el segle XIX amb una societat llençada a colonitzar la frontera de l'Oest sobre la base de les lleis econòmiques del capitalisme, donarà lloc a l'urbanisme modern com a ciència de projectar i fer noves ciutats, estenent il·limitades retícules a cavall dels eixos marcats per les vies del ferrocarril que proliferen per tot el territori de la Unió.
La ciutat de Chicago fou bastida a la ribera del Llac Michigan a partir de l'any 1830. Al costat de l'antic Fort Dearbon i s'estengué sobre una àrea de mitja milla quadrada, mitjançant el traçat d'una quadrícula de carrers formant mançanes rectangulars, les quals foren dividides en parcel·les que es van posar a la venda per tal de finançar l'operació. Fou una ciutat dissenyada mitjançant una operació matemàtica que podia estendre's il·limitadament, com així va passar, pel territori de l'entorn.
Un nou i revolucionari sistema de construcció, la Balloon Frame, concebuda perquè qualsevol pugui construir la pròpia casa amb poc utillatge, subministrà la tecnologia necessària als pioners. Es tractava d'una estructura de fusta sense elements jerarquitzats que s'uneixen i traven mitjançant una munió de llistons prims de dimensions normalitzades, col·locades a distàncies modulades i fixades amb claus. Els panys de paret, les portes i finestres són múltiples del mòdul fonamental. Un entramat en diagonal dona estabilitat front al vent i una segona sèrie de taules encadellades protegeix de la intempèrie.
En molts pobles i ciutats estatunidencs és freqüent la denominació de Main Street al carrer principal en quant a la importància comercial i administrativa dels seus edificis.
Però no tot és liberalisme als EUA, car fou a la ciutat de Nova York on l'urbanista Frederick L. Olmsted projecta el Central Park a l'illa de Manhattan, traient de l'especulació immobiliària una gran extensió de terrenys.

### Els carrers higiènics
L'urbanisme Modern, com l'arquitectura moderna, sorgeix a partir dels canvis tècnics, socials i culturals vinculats a la Revolució industrial. Un ampli preludi, una etapa a cavall dels segles xviii i xix, en la qual diferents sectors culturals o de l'activitat econòmica i de la vida política i social comencen a copsar i a definir les conseqüències constructives i urbanístiques de la revolució industrial. En avançar el segle xix, una sèrie d'innovacions i propostes en diferents camps, conflueixen l'exigència de la seva mútua integració. En paral·lel es desenvolupen les teories higienistes, que posen l'accent en les condicions de vida insanes a les ciutats industrials i les apliquen a un urbanisme neoconservador. El «Pla Cerdà» de Barcelona era, en principi, una actuació del mateix caire que la de París i altres ciutats, però a partir d'una proposta teòrica radicalment diferent i innovadora establí una xarxa quadriculada de carrers de 20 metres d'amplada, amb amplis xamfrans a les interseccions en el que fou la proposta de l'Eixample que envolta la ciutat antiga amb una ronda que en gran part se sobreposa a l'antiga muralla que fou enderrocada. El primer projecte de Cerdà estableix la construcció en dos únics blocs paral·lels que ocupen en total 1/3 de la superfície. Una innovació genial que supera el «carrer corredor», però que per interessos mesquins, no arriba a bona fi.

### La ciutat sense carrers
Les bases teòriques de l'urbanisme modern deriven de les consideracions crítiques que, amb posterioritat a la Revolució Industrial, es van formular des de diversos àmbits envers les condicions dels habitatges del proletariat urbà en les ciutats d'Europa.. Els arquitectes del Moviment Modern rebutgen el «carrer corredor» (la «rue corridor») amb els edificis que s'alineen al seu llarg, amb habitacles insans, poc ventilats i mal assolellats, els quals són contaminats pel soroll, els fums i un seguit d'agressions mediambientals. La «Carta d'Atenes» proposa que els edificis i entorns edificats siguin independents de la vialitat, principalment de les vies de trànsit pesat o dens, així com la segregació dels diferents usos circulatoris de les vies urbanes en franges separades per a vianants o vehicles.
En la segona postguerra, a partir de l'avanç de l'anomenat «Estil Internacional», les idees de l'urbanisme modern van aplicar-se a les tasques de la reconstrucció d'Europa. Fou llavors quan a Anglaterra varen sorgir les anomenades «New Towns» o «Noves Ciutats» on els carrers no són ja tals sinó cintes pavimentades especialitzades, d'amplada variable en funció de l'especificitat del trànsit, tot formant unes xarxes que travessen els parcs i jardins que envolten per tot arreu les zones edificades a les quals connecten amb els centres d'interès de la ciutat: l'estació de tren, les escoles, el mercat, el centre cívic, les parades del bus, etc.
La proposta teòrica de la «Carta d'Atenes» implicà la fi del carrer entès com a «camí vorejat de cases», com a alternativa s'obrí pas el nou concepte de «via urbana», que l'enginyer de camins italià Giorggio Rigotti, en el seu «Tractat d'Urbanisme» assenyala que es podia expressar en els següents termes: «Les vies urbanes són les franges de terreny utilitzades principalment pel moviment de vehicles i vianants, i en segon terme, com a elements on els colindants tenen dret d'accés i de captació de llum i aire.» Aquesta definició valia tant pel «carrer corredor», com per les propostes modernes d'edificació amb blocs oberts, dissociats de la vialitat.

### Els carrers de la ciutat
En un context diferent centrat, no en la construcció de noves ciutats, sinó en les tasques de reconstrucció i restauració dels nuclis històrics de les ciutats d'Itàlia, carregats d'edificis que formen un valuós patrimoni arquitectònic, una sèrie d'arquitectes i urbanistes, en contra dels postulats de l'«Estil Internacional», revisen el paper del carrer en la ciutat actual, tot entenent-lo com un element bàsic del nucli històric i també dels eixamples. L'arquitecte i restaurador italià Gustavo Giovannoni reflexionava i deia que «...els carrers, que en altres temps servien quasi exclusivament per delimitar l'espai construït i donar accés als edificis, s'havien convertit, en la ciutat moderna, en contenidors de la circulació de vehicles i persones.» La supremacia i fascinació de l'automòbil particular, amb les seves implicacions econòmiques i culturals, ha convertit els carrers de les ciutats en carreteres urbanes i les seves places en espais d'aparcament.
En les darreres dècades del segle xx, una nova cultura urbanística, recolzada en l'aplicació, entre d'altres, de criteris de sostenibilitat, s'obre pas lentament. Els plantejaments teòrics d'un urbanisme científic, es basen tant en postulats estructuralistes que formulen una analogia entre el llenguatge i el territori o l'entorn, com en les teories de les xarxes que postulen l'aplicació de models matemàtics a l'estudi del teixit urbà, el qual és entès com una «estructura de complexitat organitzada que existeix, sobretot, en l'espai entre els edificis, és a dir, en el carrer.»